# Nicolò Mascardi
Nicolò Mascardi (Sarzana, 5 settembre 1624 – Patagonia, 15 febbraio 1674) è stato un gesuita, missionario ed esploratore italiano, ucciso da una tribù di indios.

## Biografia
Nicolò Mascardi nacque a Sarzana dove fu battezzato il 7 settembre 1624, come risulta dall'atto di battesimo rintracciato nell'archivio capitolare sarzanese (v. immagine): «A di 7 settembre 1624 Nicolao figlio del Sig. Alberigo Mascardi nato dalla Sig.ra Maria sua moglie fu battezzato da me Ambrosio Storti Curato, co (mpa)re il Sig. Ascanio Cavalieri Archidiacono co(ma)re la Sig.ra Ginevera del Sig. Paolo Agostino Spinola».

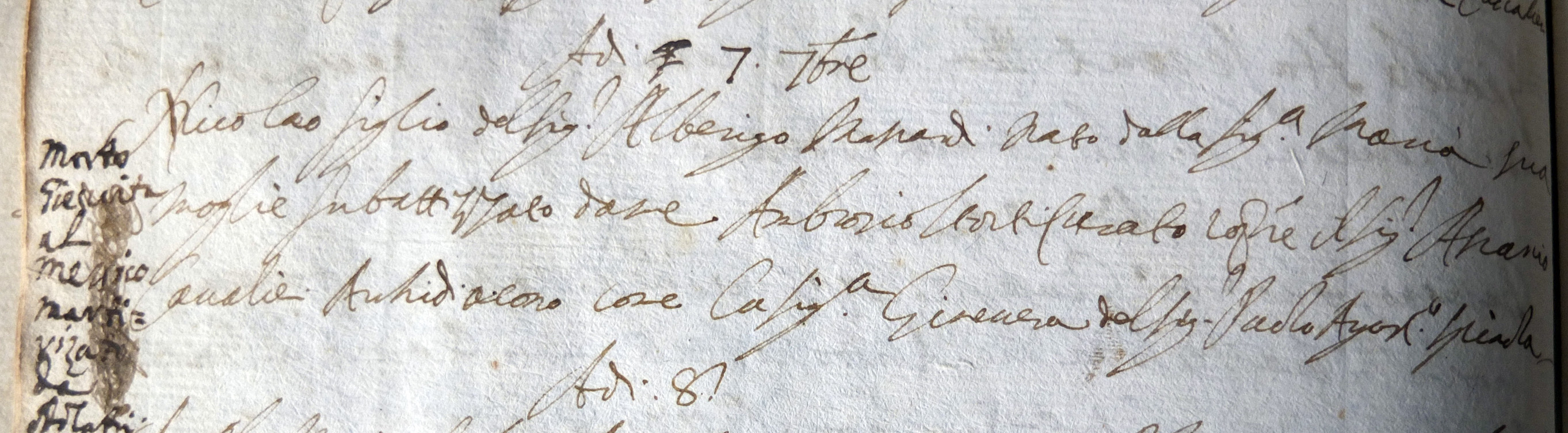
Atto di battesimo di Mascardi (1624) (Biblioteca Niccolò V di Sarzana)

Cresciuto in una famiglia di ascendenze religiose (due suoi zii erano vescovi), Nicolò ebbe fin da piccolo un'educazione religiosa molto intensa, e a 14 anni fece voto di entrare nella Compagnia di Gesù, decidendo poco tempo dopo di fuggire a Roma per seguire la sua vocazione. Qui, presso il Collegio Romano, fece il noviziato e compì poi gli studi di retorica e filosofia. Si dedicò a studiare anche la matematica con padre Kircher, appassionandosi in particolare alla astronomia. L'incontro con missionari del Sud America, e le loro descrizioni di quel paese, lo spinsero a dedicarsi all'evangelizzazione di quel continente.
Superati i molti ostacoli dell'Ordine e della famiglia, nel marzo 1647 salpò da Genova per dirigersi in Spagna dove studiò la lingua. Nel novembre del 1650 arrivò a Panama e nel 1652 in Cile. In questo paese i suoi superiori, avendone ammirato la cultura e la conoscenza delle lingue, gli offrirono di restare ad insegnare, ma Mascardi rifiutò chiedendo di volersi sottoporre alle privazioni della vita missionaria, cosicché fu spedito alla residenza di Buena Esperanza, nella regione degli Araucani, un'etnia sparsa fra Cile e Argentina meridionale, dotata di spirito combattivo, che seppe per molti anni far fronte ai colonizzatori spagnoli.

### La missione fra gli Indi
Nella missione di Buena Esperanza Padre Mascardi iniziò l'opera di evangelizzatore. Per prima cosa ne imparò la lingua per potersi integrare  e quindi cominciò a viaggiare per incontrare le popolazioni più vicine alla residenza; convertì intere famiglie, costruì chiese dove era possibile e piantò la croce dove non lo era. All'assistenza spirituale unì quella materiale, visitando ammalati e seppellendo morti. Fece sua la causa degli Araucani, e li soccorse anche nell'insurrezione del 1655 contro gli spagnoli, durante la quale scoppiò una pestilenza che l'obbligò a diventare "sacerdote, medico, infermiere".
Terminata la sollevazione si offrì poi come mediatore per un accordo di pace tra le autorità e i capi indigeni, riuscendo ad ottenere il rilascio degli spagnoli fatti prigionieri. In questa esperienza Mascardi perse gli strumenti scientifici e i libri di matematica, che gli erano serviti per dedicarsi ad osservazioni geografiche ed astronomiche che inviava periodicamente al maestro padre Kircher.
Negli anni (1662-1665) si trasferì lungo la costa cilena e nell'arcipelago delle isole Chiloé convertì gli abitanti, innalzando chiese in ogni isola e lasciando in ciascuna suoi istruttori. Nacque la voce che gli attribuiva il dono di guarigioni miracolose.
Intanto, intorno al 1665, il governatore delle isole Juan Berdugo aveva attaccato con azioni militari alcune popolazioni di indios stanziati sul versante orientale delle Ande e ne aveva fatto prigionieri moltissimi. Padre Mascardi li raggiunse nel luogo in cui erano stati deportati e dopo averli catechizzati ne ottenne la liberazione.

### La Città dei Cesari

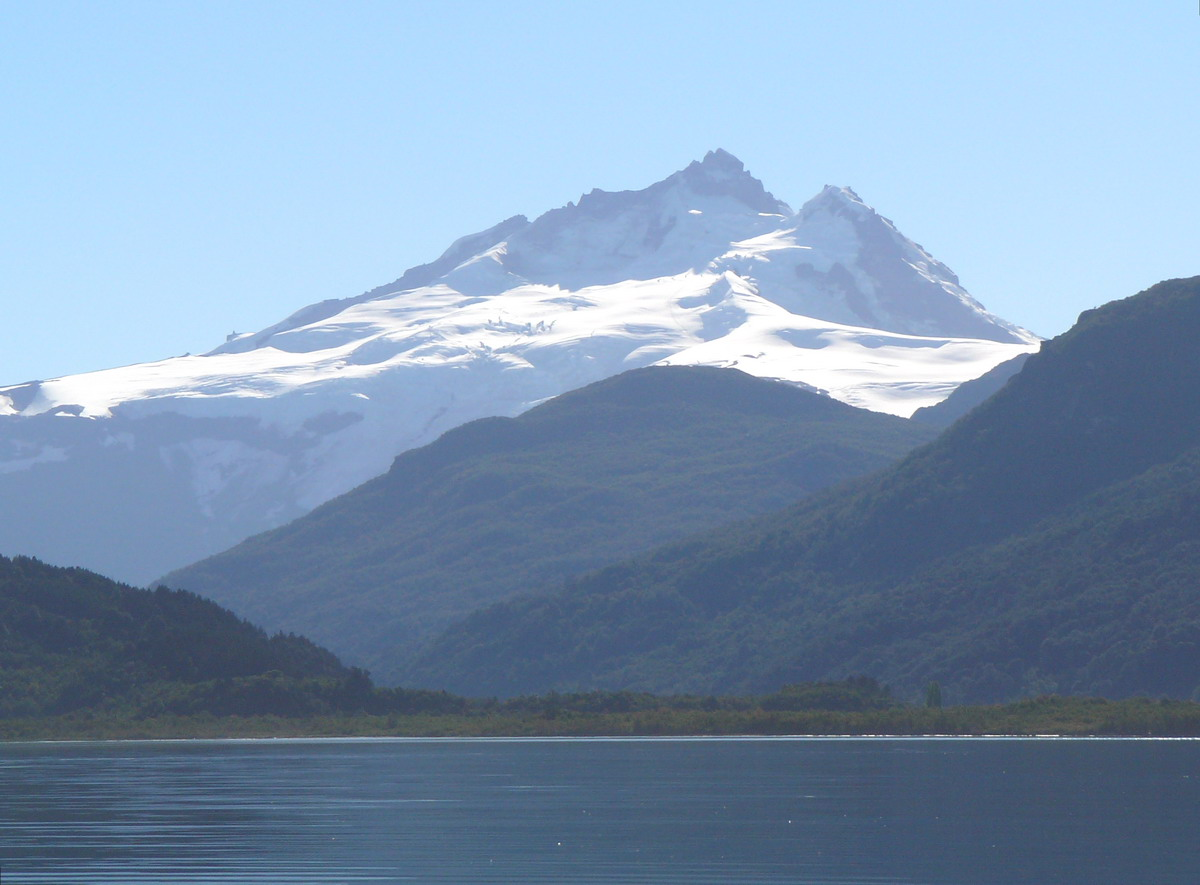
il Tronador visto dal lago Mascardi

In quelle regioni era ancora assai diffusa la leggenda della Città dei Cesari, una terra abitata da bianchi successori di un gruppo di marinai spagnoli, unici a salvarsi nel XVI secolo da un terribile naufragio. Questi, rifugiatisi in un luogo a sud della Patagonia, vi avevano trovato ricchezze immense, e lì si sarebbero stabiliti. Il mito della terra dell'oro accese speranze e appetiti, e molte furono le spedizioni che si avventurarono in quei mari sino allo stretto di Magellano, senza alcuna fortuna. Il fascino della leggenda continuò  per oltre duecento anni, sino alla fine del Settecento, contribuendo all'esplorazione di luoghi ancora sconosciuti, e soprattutto all'apertura di passi che agevolarono il transito sulle Ande.
Due erano le categorie di folli che tentavano quell'impresa: i cercatori di ricchezza e i missionari che volevano avvicinare gli abitanti della mitica città per offrirsi come sacerdoti. Anche Nicolò Mascardi, esploratore e geografo, partì nel 1670 per affrontare, lungo un cammino allora sconosciuto, la traversata delle Ande e raggiungere il sud della Patagonia. Con lui, unico europeo, vi erano i prigionieri liberati con la loro regina, che egli voleva riportare nelle loro terre, ed un solo chierichetto per servir messa.
Superata con grandi difficoltà la Cordigliera, Mascardi e il suo seguito giunsero sullo spartiacque fra Cile ed Argentina e da lì videro aprirsi un incantevole paesaggio, divenuto poi il "Parco nazionale Nahuel Huapi". Qui il gruppo si fermò e decise di erigere sulle sponde del lago la nuova missione: egli piantò la croce che in breve diventò una cappella e poi una chiesa. In quei luoghi e nella vicina città di S. Carlo di Bariloche, il ricordo del missionario italiano è oggi vivo, tanto che un altro lago, vicino al primo, porta il nome di lago Mascardi, mentre il villaggio dove era sorta la missione si chiama Villa Mascardi.

### La fine
In questo luogo Mascardi battezzò migliaia di indigeni, con i quali divideva la vita quotidiana. Ma non aveva dimenticato lo scopo principale della sua discesa verso la punta meridionale del continente, quello cioè di ritrovare e recuperare alla cristianità i bianchi dispersi in quelle terre.
Fra il 1670 e il 1674 intraprese quattro spedizioni alla ricerca della terra dei Cesari, tutte finite nel nulla, ma positive per il suo  aiuto alle popolazioni. Mascardi fu il primo europeo ad attraversare le regioni della parte estrema dell'Argentina, che fece conoscere assieme alle Ande meridionali, al lago Musters e la ricognizione della bocca ovest dello stretto di Magellano.
Nell'aprile del 1673 scrisse l'ultima lettera al fratello, nella quale annunciava: «Presto entrerò in una città incognita di europei persi per queste parti e mari più di cento anni fa», e pochi giorni dopo affrontò il suo ultimo viaggio.
Avventuratosi insieme ai suoi indigeni cristianizzati nella regione di Santa Cruz, probabilmente presso il Rio Deseado, intorno al 47º parallelo, il Mascardi fu affrontato da un gruppo di indios che non avevano ancora avuto alcun contatto con la civiltà occidentale. Dopo aver ucciso uno del gruppo, scagliarono tre frecce che raggiunsero il bianco; lo finirono poi a suon di pietre, usate come "bolas". Era il 15 settembre 1674. Le sue ossa, poi ritrovate, sono nella chiesa dei Gesuiti di Santiago del Cile.